# Марбл (город)
Марбл (англ. Marble) — город в округе Айтаска, штат Миннесота, США. По данным переписи за 2010 год число жителей города составлял 701 человек.
Город был создан в 1908 году, в этом же году открылся почтовый офис. 

## Географическое положение
По данным Бюро переписи населения США город имеет общую площадь в 11,53 км² (11,27 км² — суша, 0,26 км² — вода). 
Через город проходит  US 169 (англ. US Highway 169).

## Население
| Год переписи | Нас. |  | %±     |
| ------------ | ---- |  | ------ |
| 1910         | 887  |  | —      |
| 1920         | 742  |  | −16,3% |
| 1930         | 738  |  | −0,5%  |
| 1940         | 792  |  | 7,3%   |
| 1950         | 867  |  | 9,5%   |
| 1960         | 879  |  | 1,4%   |
| 1970         | 682  |  | −22,4% |
| 1980         | 757  |  | 11%    |
| 1990         | 618  |  | −18,4% |
| 2000         | 695  |  | 12,5%  |
| 2010         | 701  |  | 0,9%   |
| 2015         | 685  |  | −2,3%  |

В 2010 году на территории города проживало 701 человек (из них 53,5 % мужчин и 46,5 % женщин), насчитывалось 281 домашнее хозяйство и 174 семьи. На территории города было расположено 315 построек со средней плотностью 27,3 построек на один квадратный километр суши. Расовый состав: белые — 93,4 %, коренные американцы — 3,1 %.
Население города по возрастному диапазону по данным переписи 2010 года распределилось следующим образом: 31,0 % — жители младше 21 года, 55,2 % — от 21 до 65 лет и 13,8 % — в возрасте 65 лет и старше. Средний возраст населения — 38,2 лет. На каждые 100 женщин в Марбл приходилось 115,0 мужчин, при этом на 100 совершеннолетних женщин приходилось уже 112,6 мужчин сопоставимого возраста.
Из 281 домашнего хозяйства 61,9 % представляли собой семьи: 41,6 % совместно проживающих супружеских пар (16,7 % с детьми младше 18 лет); 13,9 % — женщины, проживающие без мужей, 6,4 % — мужчины, проживающие без жён. 38,1 % не имели семьи. В среднем домашнее хозяйство ведут 2,47 человека, а средний размер семьи — 3,04 человека. В одиночестве проживали 31,0 % населения, 9,6 % составляли одинокие пожилые люди (старше 65 лет).
В 2015 году из 450 человек старше 16 лет имели работу 233. В 2014 году средний доход на семью оценивался в 45 500 $, на домашнее хозяйство — в 42 578 $. Доход на душу населения — 18 701 $ в год.